# Kapenguria
Kapenguria és una ciutat de Kenya, a la província de Rift Valley i que està molt a prop de Kitale. A pocs quilòmetres de la ciutat també s'hi pot trobar el Parc Nacional del pantà de Saiwa. La ciutat té una població total de 56.000 habitants (cens de 1999).